# Brexiella
Brexiella är ett släkte av benvedsväxter. Brexiella ingår i familjen Celastraceae.
Kladogram enligt Catalogue of Life:
| Brexiella | \| \| Brexiella cymosa \| \| \| \| \| \| Brexiella ilicifolia \| \| \| \| |
|           | \| \| Brexiella cymosa \| \| \| \| \| \| Brexiella ilicifolia \| \| \| \| |
|           | Brexiella cymosa                                                          |
|           |                                                                           |
|           | Brexiella ilicifolia                                                      |
|           |                                                                           |